# Edward E. Smith-emlékdíj
A díj teljes neve: Edward E. Smith Memorial Award for Imaginative Fiction (the Skylark). 1966-tól  adja a New England Science Fiction Association (NESFA)

## Díjazottak
- 1966  Frederik Pohl
- 1967  Isaac Asimov
- 1968  John W. Campbell
- 1969  Hal Clement
- 1970  Judy-Lynn Benjamin del Rey
- 1971  nam adtak díjat
- 1972  Lester del Rey
- 1973  Larry Niven
- 1974  Ben Bova
- 1975  Gordon R. Dickson
- 1976  Anne McCaffrey
- 1977  Jack Gaughan
- 1978  Spider Robinson
- 1979  David Gerrold
- 1980  Jack L. Chalker
- 1981  Frank Kelly Freas
- 1982  Poul Anderson
- 1983  Andre Norton
- 1984  Robert Silverberg
- 1985  Jack Williamson
- 1986  Wilson (Bob) Tucker
- 1987  Vincent Di Fate
- 1988  C. J. Cherryh
- 1989  Gene Wolfe
- 1990  Jane Yolen
- 1991  David Cherry
- 1992  Orson Scott Card
- 1993  Tom Doherty
- 1994  Esther M. Friesner
- 1995  Mike Resnick
- 1996  Joe & Gay Haldeman
- 1997  Hal Clement
- 1998  James White
- 1999  Bob Eggleton
- 2000  Bruce Coville
- 2001  Ellen Asher
- 2002  Dave Langford
- 2003  Patrick & Teresa Nielsen Hayden
- 2004  George R. R. Martin
- 2005  Tamora Pierce
- 2006  David G. Hartwell
- 2007  Beth Meacham
- 2008  Charles Stross
- 2009  Terry Pratchett
- 2010  Omar Rayyan
- 2011  Lois McMaster Bujold
- 2012  Sharon Lee és Steve Miller
- 2013  Ginjer Buchanan